# Poopó
Poopó (Lago Pampa Aullagas) – wyschnięte bezodpływowe słone jezioro w Boliwii. Położone w środkowych Andach, było trzecim pod względem wielkości wysokogórskim jeziorem na Ziemi.
Jezioro Poopó było zasilane w wodę przez jedyną rzekę wypływającą z jeziora Titicaca, Desaguadero. Brzegi były zabagnione, muliste, zasiedlone przez kolonie flamingów. Jest jedną z pozostałości dawnego jeziora Ballivián.

## Wyschnięcie jeziora
W latach 90. XX wieku jezioro zaczęło zanikać. Na przestrzeni kolejnych lat miały miejsce znaczne wahania stanu wód. Początkowo niedobory były uzupełniane opadami deszczu, jednak opady były coraz mniejsze. Pod koniec 2015 roku jezioro Poopó całkowicie wyschło i obecnie na jego miejscu rozciąga się pustynia.